# Rdesno vonné
Rdesno vonné (Persicaria odorata) je vytrvalá rostlina z čeledi rdesnovitých (Polygonaceae), v Česku známá spíše pod názvem vietnamský koriandr nebo též pálivá máta. Ve vietnamštině se nazývá rau răm. Roste planě v Jižní Asii, kde je hojně využívána v gastronomii jako koření a také v léčitelství. Do Evropy ji dovezli vietnamští emigranti v polovině 20. století.
Oproti vžitým názvům v češtině i jiných jazycích není rostlina příbuzná ani s koriandrem z čeledi miříkovitých ani s mátou z čeledi hluchavkovitých, nýbrž patří do čeledi rdesnovitých (Polygonaceae).

## Popis a pěstování
Vietnamský koriandr je vytrvalá bylina, jíž se daří v tropických a subtropických oblastech v teplém a vlhkém klimatu. Za příhodných podmínek dorůstá výšky 15 až 30 cm. Vrchní strana listů je tmavě zelená s tmavohnědými skvrnami, spodní je zbarvená vínově. Rostlina se bohatě větví, rozvětvování je možné podpořit zaštipováním koncových částí. Je citlivá na chlad, při příliš vysokých teplotách může naopak vadnout.
Ve Vietnamu je možné ji najít divoce rostoucí i pěstovanou v kultivarech, v Evropě se jí venku dobře daří i v mírném pásmu, na zimu však vyžaduje přenos do vnitřní části obydlí. Dává přednost pěstování v dobře propustné půdě na plném slunci, na polostinném stanovišti také prospívá, mimo své přirozené prostředí však zřídkakdy kvete. Pro vegetativní množení je možné využít řízkování nebo odstřižení části rostliny, která ve vodě brzy zapustí kořeny.
Olej z rostliny obsahuje aldehydy jako kaprinaldehyd (28 %), dodekanol (44 %) a dekanol (11 %). Asi 15 % tohoto oleje tvoří seskviterpeny jako α-humulen a β-caryofylen.

## Využití

### Použití v gastronomii
V kulinářství je pro svou kořeněnou chuť hojně používanou rostlinou, do jídla se však přidává až těsně před podáváním, aby se zabránilo ztrátě typické chuti.
Rostlina je známá především jako součást Vietnamské kuchyně, kde se používá při přípravě zeleninových a kuřecích salátů, ale využívá se i v řadě dalších pokrmů (syrové letní rolky gỏi cuốn, polévky canh chua, bún thang nebo rybí kho tộ). Oblíbená je také jako přísada hột vịt lộn (oplodněné kachní vejce).
V kambodžské kuchyni se jí říká chi krasang tomhom (ជីរក្រសាំងទំហំ) a používá se při přípravě polévek, salátů a kambodžských letních rolek naem (ណែម).
V Malajsii a Singapuru jsou natrhané listy vietnamského koriandru natolik nedílnou součástí pálivé polévky s kokosovým mlékem laksa, že se vžilo její malajské jméno daun laksa, což znamená "list laksa".
V Laosu a některých částech Thajska se listy jedí v pokrmu larb se syrovým hovězím (laosky: ລາບ).
V Austrálii byla rostlina zkoumána jako zdroj silice známé jako kesom oil.

### Tradiční využití
Vietnamskému koriandru se podle tradic připisují účinky, jež tlumí sexuální touhy. Ve vietnamštině existuje pořekadlo, jež zní "rau răm, giá sống" ("Vietnamský koriandr, syrové výhonky fazolí"), což odkazuje ke schopnosti této byliny snižovat libido, zatímco fazolové výhonky mají efekt opačný. Buddhističtí mnichové údajně tento koriandr pěstují v soukromých zahrádkách a často jej jedí, protože věří, že jim bude nápomocen při jejich životu v celibátu.
Rostlina také podporuje dobré zažívání, pomáhá proti zácpě a nadýmání, a také má účinky protizánětlivé a antibakteriální. Výluhy z koriandru efektivně působí proti akné, kožním zánětům a svědění.